# Oscar Cullmann
Oscar Cullmann (Estrasburgo, Francia, 25 de febrero de 1902 - Chamonix, Francia, 16 de enero de 1999) fue un teólogo protestante francés. Es conocido sobre todo por su trabajo en el movimiento ecuménico, siendo uno de los responsables del establecimiento del diálogo entre evangélicos y católicos.
Presentó su tesis doctoral en Teología a la edad de 28 años. Más tarde fue profesor de la Facultad de Teología de la Universidad de Basilea (Suiza) y de la Sorbona de París.
Su obra presenta influencias de Albert Schweitzer, así como de la escuela de la historia de las formas de Rudolf Karl Bultmann, Martin Dibelius, Karl Barth y Karl Ludwig Schmidt.
Integra las teorías de la escatología realizada de Charles Harold Dodd, la escatología vertical de Karl Barth, la escatología futura de Geerhardus Vos y la escatología existencialista de Rudolf Karl Bultmann. Propone la idea de la historia de la salvaciónː Dios actúa en la historia del hombre a través de una serie de hechos salvíficos: encarnación, muerte y resurrección de Jesucristo. En 1994 recibió el Premio Pablo VI.